# Küper

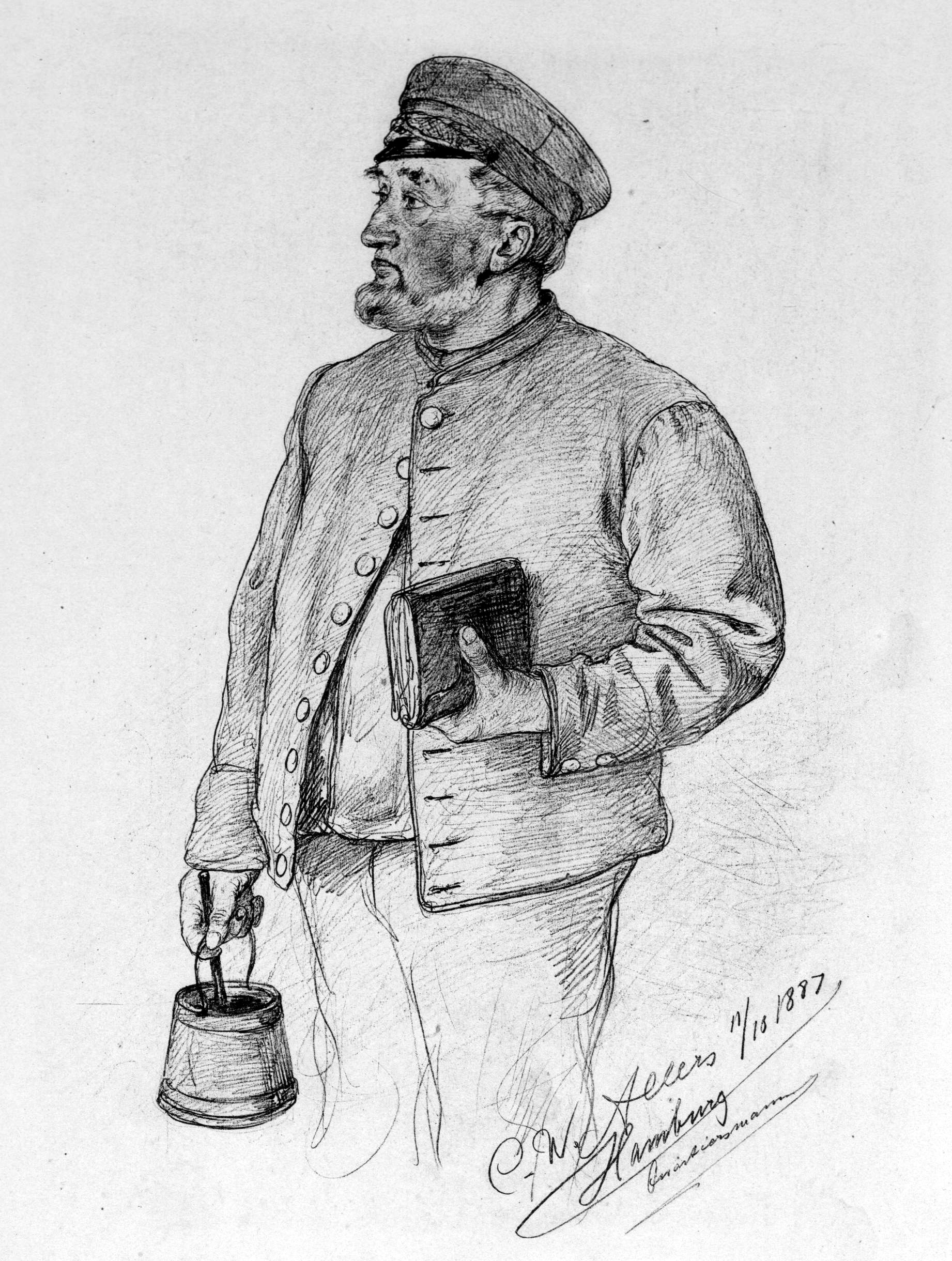
Quartiersmann, Zeichnung von C.W. Allers 1887

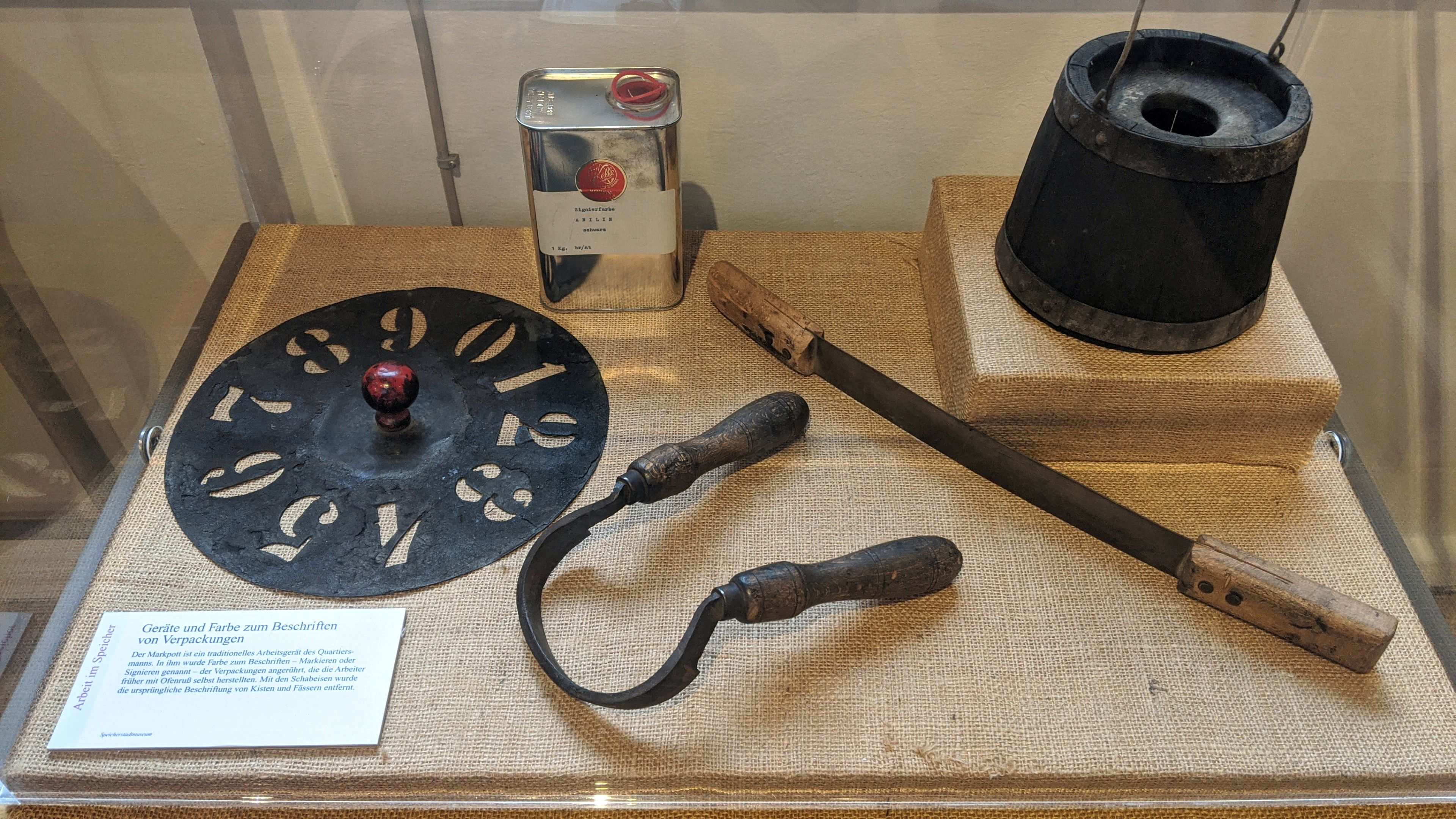
Typisches Werkzeug des Küpers zum Beschriften von Fässern, Kisten etc., inklusive Schabeisen zum Entfernen alter Beschriftungen, im Speicherstadtmuseum Hamburg

Der Küper (in Hamburg auch Quartiersmann) ist ein ehemaliger Beruf aus dem Bereich der Hafenwirtschaft, der unter diesem Namen seit dem 17. Jahrhundert im niederdeutschen Sprachbereich bekannt ist. Er war im Hafenbetrieb für die sachgemäße Beurteilung und Kontrolle der Waren zuständig, ein weiterer Schwerpunkt seiner Tätigkeit war die Einlagerung der Seegüter in den Speichern. Der Name leitet sich von der Berufsbezeichnung des Küfers, des Herstellers von Fässern, ab. Die Berufsbezeichnung im englischen Sprachraum ist Tallyman, die in der eingedeutschten Form Tallymann auch heute im Hafen-Speditionsbetrieb gebräuchlich ist.
Noch 1955 wurde der Beruf des Küpers als Lehrberuf für alle deutschen Seehäfen anerkannt, dabei den Hamburgern die traditionelle Bezeichnung „Quartiersmann“ (da diese meist zu viert arbeiteten) als Ausnahme zugestanden.
Küper waren selbstständige Lagerhalter, die im Auftrag des Kaufmanns Waren einlagerten, begutachteten, sortierten, kennzeichneten und reinigten. So wurden z. B. in der Hamburger Speicherstadt – z. T. bis in die 1980er Jahre hinein – hochwertige Güter wie Kaffee, Tee, Kakao und Gewürze trocken und gut temperiert (jeweils getrennt) gelagert und kommissioniert. Seit den 1950er Jahren werden diese Waren in Lagerhallen verwahrt. Die damals schwere körperliche Arbeit des Transportierens wird heute automatisiert von Verlade- und Regalstaplern oder über Siloanlagen vorgenommen.
Der Küper war meistens auf bestimmte Güter spezialisiert und verfügte über eine hohe Sachkenntnis. Die Tätigkeit des Küpers ging im Beruf des Seegüterkontrolleurs auf.

## Weblink
- Internet-site eines hamburgischen Quartiersmann-Unternehmens